# كريس ساندرز
كريس ساندرز (بالإنجليزية: Chris Sanders)‏ هو لاعب كرة قدم أمريكية أمريكي، ولد في 22 ديسمبر 1977 في نورنبرغ في ألمانيا.